# Liste der Monuments historiques in Liancourt
Die Liste der Monuments historiques in Liancourt führt die Monuments historiques in der französischen Gemeinde Liancourt auf.

## Liste der Bauwerke
| Bezeichnung                             | Beschreibung                       | Standort | Kennzeichnung | Schutzstatus | Datum | Bild           |
| --------------------------------------- | ---------------------------------- | -------- | ------------- | ------------ | ----- | -------------- |
| Schloss La Rochefoucauld (Nebengebäude) | Schloss, erbaut im 18. Jahrhundert | (Lage)   | PA00114729    | Inscrit      | 1930  | weitere Bilder |

## Liste der Objekte
- Monuments historiques (Objekte) in Liancourt in der Base Palissy des französischen Kultusministeriums